# Tentazione bionda
Tentazione bionda (Reckless) è un film statunitense del 1935 diretto da Victor Fleming.